# Billy Idol
Billy Idol (pravo ime William Michael Albert Broad), angleški rock glasbenik in pevec, * 30. november 1955, Middlesex, Združeno kraljestvo. 
Zaslovel je kot frontman britanske punk skupine Generation X. Ko je skupina razpadla, se je lotil solo kariere in s kitaristom Steveom Stevensonom posnel serijo hit singlov. Z udarnimi videospoti za svoje pesmi je postal ena prvih zvezd postaje MTV.

## Diskografija

### Albumi
1. Don't Stop (EP) (1981)
2. Billy Idol (1982)
3. Rebel Yell (1984)
4. Vital Idol (1985)
5. Whiplash Smile (1986)
6. Idol Songs: 11 of the Best (1988)
7. Charmed Life (1990)
8. Cyberpunk (1993)
9. Greatest Hits (2001)
10. VH1's Storytellers: Billy Idol (2002)
11. Essential Billy Idol (2003)
12. Devil's Playground (2005)
13. Happy Holidays (2006)
14. Kings & Queens of the Underground (2014)

### Singli
- 1981 Dancing With Myself, Mony Mony
- 1982 Hot in the City
- 1983 White Wedding
- 1984 Rebel Yell,Eyes Without a Face, Flesh for Fantasy
- 1985 Catch My Fall
- 1986 To Be a Lover
- 1987 Don't Need a Gun, Sweet Sixteen, Mony Mony (Live)
- 1990 Cradle of Love, L.A. Woman, Prodigal Blues
- 1993 Shock to the System, Mother Dawn (Hold Me)
- 1994 Speed
- 2005 Scream